# Comune di Jevpatorija
Il comune di Jevpatorija (in russo Евпаторийский горсовет?; in ucraino Євпаторійська міськрада?; in tataro: Kezlev şeer şurası) è un circondario urbano della Crimea, con 100.516 abitanti al 2021.

## Storia
Il comune di Jevpatorija è stato creato per la prima volta l'11 febbraio 1963, quando il territorio del distretto di Jevpatorija fu assorbito nel preesistente distretto di Saki. Alla data, la municipalità di Jevpatorija venne costituita con la città omonima che governava sul territorio, ed il Comune fu reistituito autonomamente il 1º maggio 1990. Il comune porta il nome di Jevpatorija, poiché l'omonima città, che rappresenta il principale centro amministrativo della municipalità, ne è il capoluogo naturale.

## Geografia antropica
Il circondario, che costituisce una delle 25 suddivisioni amministrative della Repubblica di Crimea, è suddiviso a sua volta in una città e tre insediamenti di tipo urbano.

### Città
- Jevpatorija

### Insediamenti di tipo urbano
Oltre ad Jevpatorija, che rappresenta il centro amministrativo del comune, la municipalità conta anche tre altri insediamenti:
- Myrnyi, un'enclave che si trova sul mar Nero, circondata dal rajon di Saki.
- Novoozerne, un'enclave all'interno del territorio, ugualmente circondata dal distretto di Saki.
- Zaozerne, enclave situata sul Mar Nero in prossimità di Jevpatorija.